# Lamé (Textil)

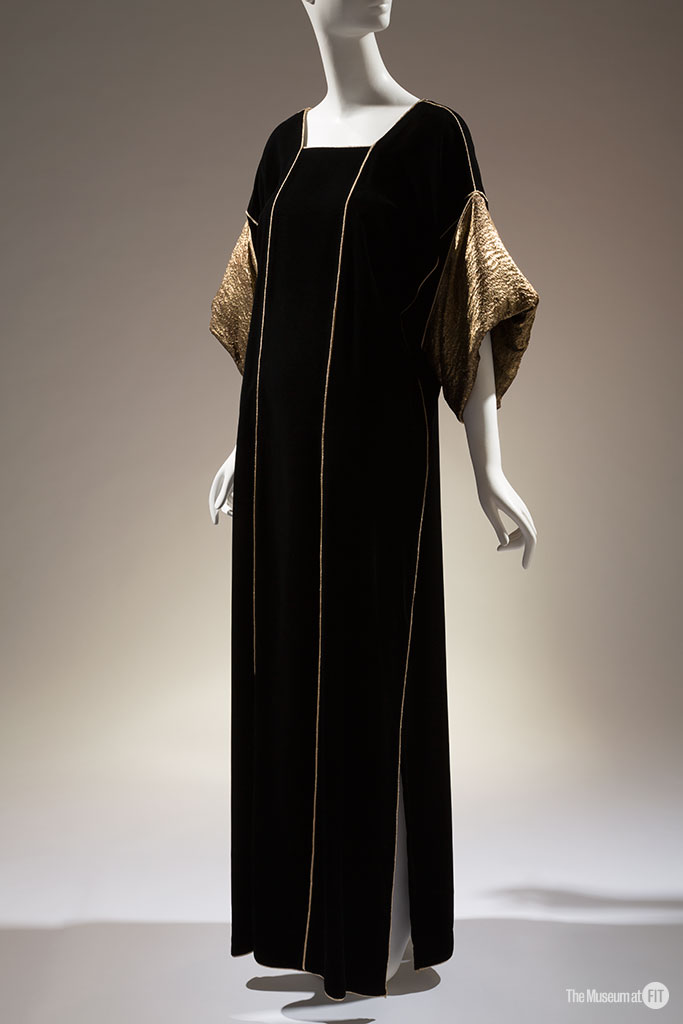
Kleid mit Applikationen aus Gold-Lamé (1976)

Lamé (oder auch Lamee) bezeichnet leichte Gewebe, die im Schuss Metallfäden enthalten: Im Gegensatz zum Brokat werden die Metallfäden meist in größeren Abständen in ein Grundgewebe wie zum Beispiel Taft eingetragen. In der Kette wird meist Seide oder Baumwolle eingesetzt. Verwendung findet Lamé unter anderem für festliche Damenbekleidung. Auch feine Metallfäden selbst werden als Lamé bezeichnet.